# المتحف الحيواني

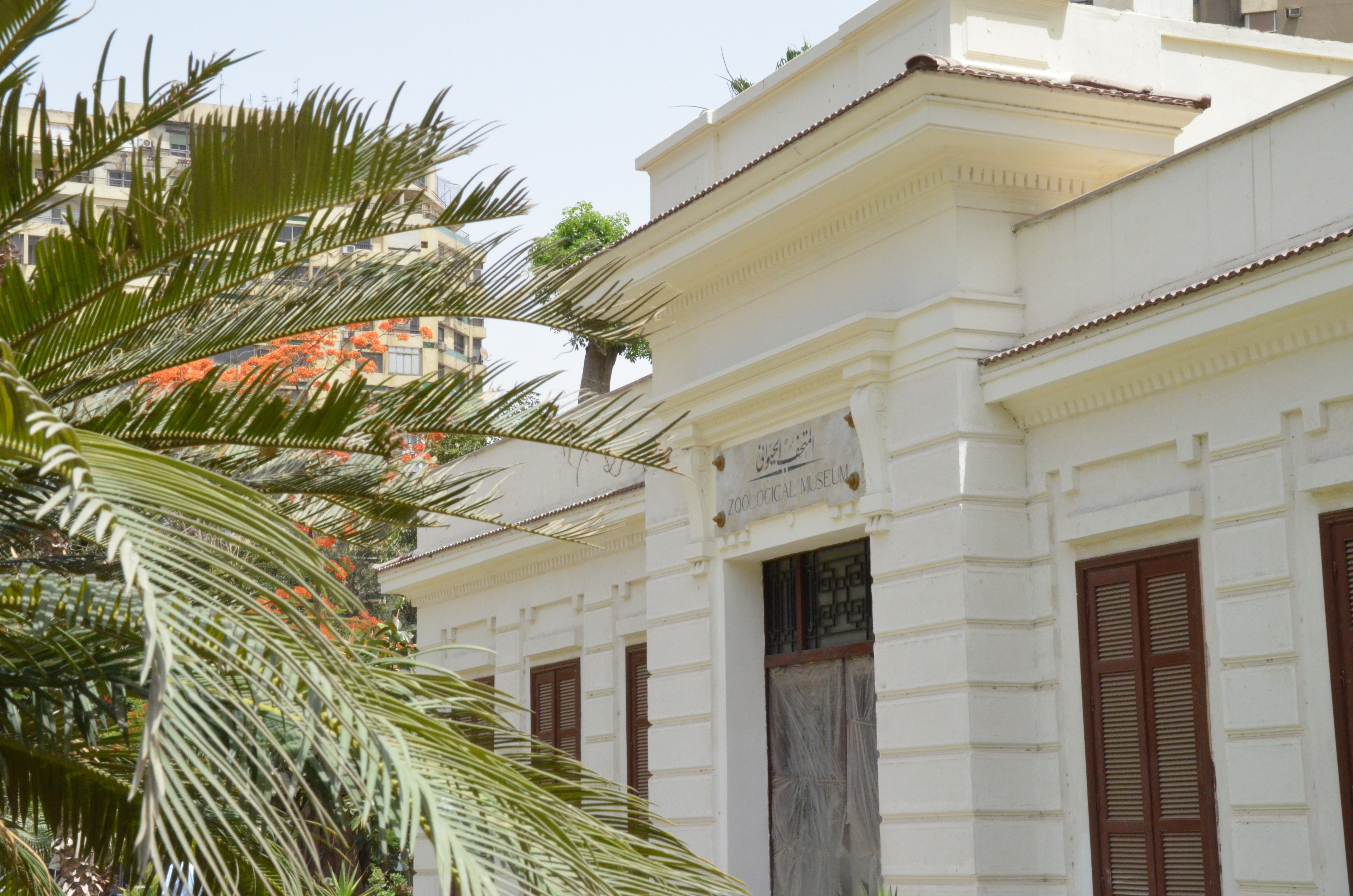

المتحف الحيواني أحد معالم حديقة الحيوان بالجيزة. خطط لافتتاحه منتصف 2014م.